# Blank & Jones

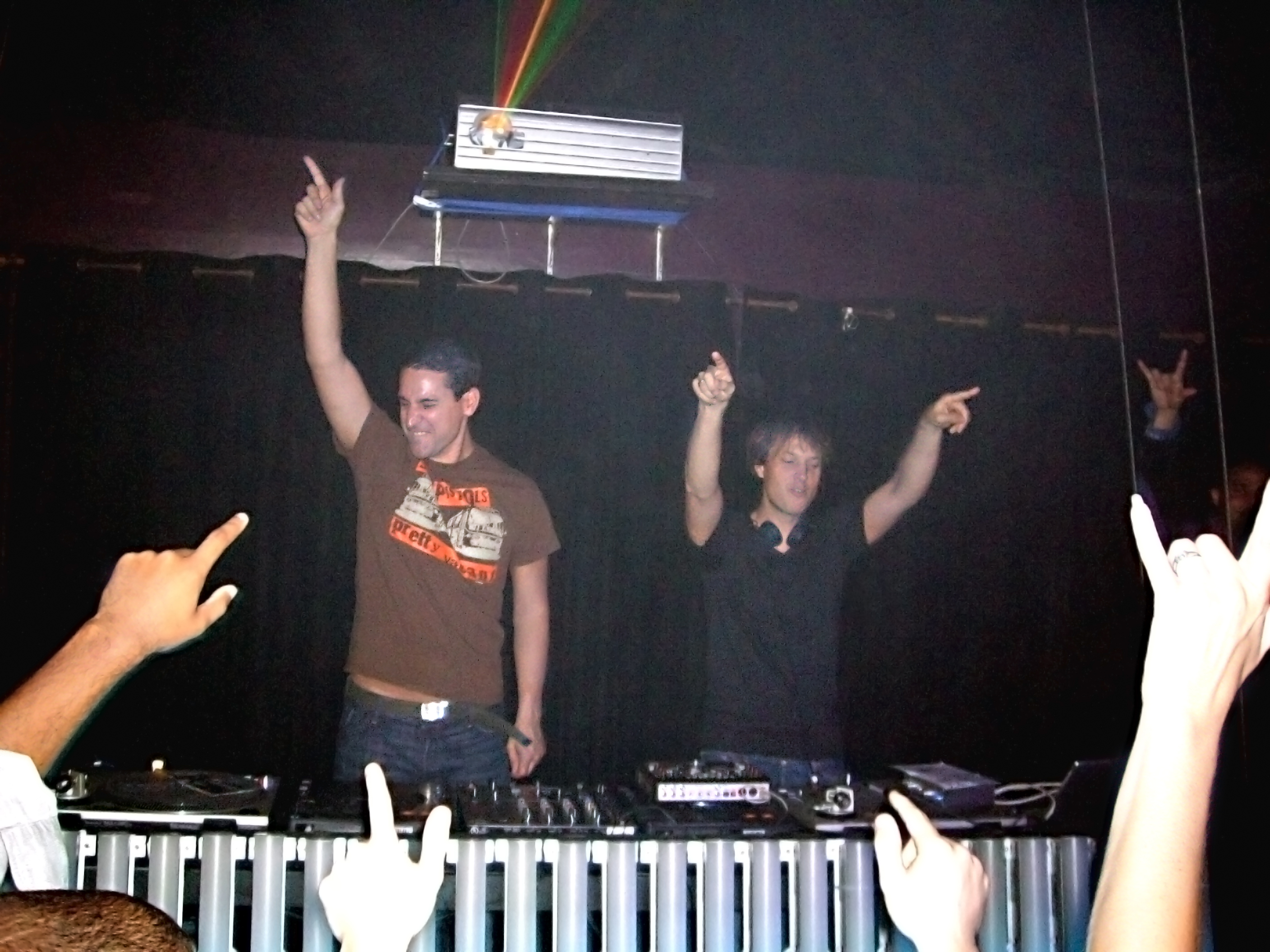
Blank & Jones live (2006)

Blank & Jones sind eine DJ- und Produzenten-Formation im Bereich Uplifting Trance und Dance aus Köln.

## Biografie
Das Team besteht aus Piet Blank (* 15. Juni 1971), Jaspa Jones (* 27. Juni 1968, bürgerlicher Name Rene Runge) und Andreas Kaufhold (* 17. Dezember 1969), der eher im Hintergrund arbeitet. Blank and Jones haben schon als Teenager erste Erfahrungen als DJs gesammelt. Ihre Musik reicht von Lounge- und Chill-Out-Musik bis Dance.
Erste Musikveröffentlichungen erfolgten zum Teil auch unter dem Bandnamen Gorgeous mit Titeln wie zum Beispiel „Don’t Stop“ (1996) und „Love Sensation“ (1998).
Nach einigen weiteren erfolgreichen Singles unter dem Bandnamen Blank & Jones folgte 1999 das Debüt-Album und setzte den Erfolg fort. Ihr Best-of-Album The Singles enthält 22 Musikstücke u. a. Somebody und Catch.
Die Single Catch entstand aufgrund des gleichnamigen Liedes der Gruppe Kosheen (1998). Auf dem Lied ist Elles de Graaf zu hören. Das Musikvideo zu dieser Single wurde von Conchita Soares und Toni Froschhammer gedreht, und die Hauptrolle darin spielt Nadine Warmuth (aus der Serie Hinter Gittern – Der Frauenknast).
Seit 2003 veröffentlichen sie mit der Relax-Serie regelmäßig Chill-Out-Alben, die sich durch entspannte Ambient-Klänge auszeichnen. Die Serie feiert regelmäßig Chart-Erfolge.
Seit 2009 stellen sie für das Label EMI innerhalb der Reihe So80s Remix-Alben und CD-Compilationen von erfolgreichen Künstlern aus den 1980ern zusammen. Innerhalb dieser Reihe produzierten sie im Jahr 2012 auch die Single Maybe Tonight mit Sandra. Ab 2012 wurde das Konzept auf Musik der 1990er Jahre übertragen und unter dem Titel So90s fortgeführt.
Weltweit verkauften Blank & Jones mehr als 2 Millionen Tonträger.
Piet Blank stellt für die Lufthansa den regelmäßig wechselnden Club-Mix (Kanal 6) zusammen, der auf allen Lufthansa-Langstreckenflügen Teil des Onboard-Unterhaltungsprogramms ist.
2015 nahmen Blank & Jones als Paten beim Komponistenwettbewerb Dein Song im Fernsehsender KiKA teil.
Vom 18. bis 20. August 2016 inszenierten Blank and Jones im Rahmen der Computerspielmesse Gamescom die Show SilentMOD innerhalb des Kölner Doms, bei welcher unter Ambient-Klängen Düfte und eine Lasershow zum Einsatz kamen. Eigens für die Show wurde der Dom jeweils zwischen 22 und 2 Uhr geöffnet. Der Dom wurde Schätzungen zufolge je Abend von etwa 12000 Menschen besucht. Die Besucher mussten bis zu zweieinhalb Stunden vor dem Dom anstehen. Der Eintritt war frei.
Blank & Jones veranstalten zweimal im Jahr die Event-Party Seaside Season in der Norderneyer Milchbar, die allabendlich bei Sonnenuntergang ihre Musik spielt. Im 2019 erschienenen Roman "Die Schatten von Norderney" von Christian Hardinghaus spielen Blank & Jones eine tragende Rolle. Ihre Songs "Relax your Mind" und "Happiness" helfen dem fiktiven, ermittelnden Norderneyer Kommissar Carsten Kummer bei der Aufklärung einer mysteriösen Mordserie.

## Radiosendungen
Blank & Jones haben verschiedene Radio-Shows, die auf N-Joy beziehungsweise Di.Fm ausgestrahlt werden.
Der 'Pleasure Mix', in dem Blank & Jones die neuesten Tracks aus den Bereichen Uplifting Trance, Dance und Techno präsentieren, läuft monatlich auf Di-Fm und wird zusätzlich auf dem Soundcloud-Kanal von Blank & Jones gestreamt.
In der 'The Lounge' Radioshow, welche allein von Piet Blank gestaltet und von beiden Sendern ausgestrahlt wird, liegt der Schwerpunkt wöchentlich im Chill-Out und Lounge Bereich. Es werden die neusten Tracks aus Chill Out, Lounge, Ambient und Light Jazz präsentiert.
Jeden zweiten Donnerstag im Monat gibt es zudem eine zweistündige Show auf sunshine live.
Früher waren Blank & Jones ebenfalls auf 1Live samstagabends in der Sendung Partyservice in ganz Nordrhein-Westfalen zu hören. Diese Sendung wurde 2004 eingestellt, da Blank & Jones sich mehr ihrer internationalen DJ-Karriere widmen wollten.

## Diskografie
Studioalben

| Jahr           | Titel                 | Höchstplatzierung, Gesamtwochen, AuszeichnungChartplatzierungen (Jahr, Titel, Platzierungen, Wochen, Auszeichnungen, Anmerkungen) | Höchstplatzierung, Gesamtwochen, AuszeichnungChartplatzierungen (Jahr, Titel, Platzierungen, Wochen, Auszeichnungen, Anmerkungen) | Höchstplatzierung, Gesamtwochen, AuszeichnungChartplatzierungen (Jahr, Titel, Platzierungen, Wochen, Auszeichnungen, Anmerkungen) | Anmerkungen                              |
| Jahr           | Titel                 | DE | AT | CH | Anmerkungen                              |
| -------------- | --------------------- | --- | --- | --- | ---------------------------------------- |
| Reguläre Alben |                       | | | |                                          |
|                |                       | | | |                                          |
| 1999           | In da Mix             | DE42 (4 Wo.)DE | — | — | Erstveröffentlichung: 3. Mai 1999        |
| 2000           | DJ Culture            | DE12 (5 Wo.)DE | — | CH71 (3 Wo.)CH | Erstveröffentlichung: 8. Mai 2000        |
| 2001           | Nightclubbing         | DE10 (5 Wo.)DE | — | CH69 (3 Wo.)CH | Erstveröffentlichung: 14. Mai 2001       |
| 2002           | Substance             | DE6 (5 Wo.)DE | — | — | Erstveröffentlichung: 22. April 2002     |
| 2004           | Monument              | DE21 (7 Wo.)DE | — | — | Erstveröffentlichung: 22. März 2004      |
| 2008           | The Logic of Pleasure | DE42 (2 Wo.)DE | — | — | Erstveröffentlichung: 6. Juni 2008       |
| 2016           | DOM                   | DE38 (1 Wo.)DE | — | — | Erstveröffentlichung: 19. August 2016    |
| 2017           | #WhatWeDoAtNight      | DE47 (1 Wo.)DE | — | — | Erstveröffentlichung: 10. Februar 2017   |
| 2020           | #WhatWeDoAtNight2     | DE—DE | — | — | Erstveröffentlichung: 31. Januar 2020    |
| 2022           | #WhatWeDoAtNight3     | DE—DE | — | — | Erstveröffentlichung: 4. März 2022       |
| 2024           | #WhatWeDoAtNight4     | DE—DE | — | — | Erstveröffentlichung: 29. Oktober 2024   |
| Relax          |                       | | | |                                          |
|                |                       | | | |                                          |
| 2003           | Relax Edition One     | DE24 (6 Wo.)DE | — | — | Erstveröffentlichung: 7. April 2003      |
| 2005           | Relax Edition Two     | DE45 (3 Wo.)DE | — | — | Erstveröffentlichung: 23. September 2005 |
| 2007           | Relax Edition Three   | DE74 (2 Wo.)DE | — | — | Erstveröffentlichung: 30. März 2007      |
| 2009           | Relax Edition Four    | DE26 (3 Wo.)DE | — | — | Erstveröffentlichung: 17. April 2009     |
| 2010           | Relax Edition Five    | DE15 (5 Wo.)DE | — | — | Erstveröffentlichung: 25. Juni 2010      |
| 2011           | Relax Edition Six     | DE20 (3 Wo.)DE | — | CH85 (1 Wo.)CH | Erstveröffentlichung: 17. Juni 2011      |
| 2012           | Relax Edition Seven   | DE12 (3 Wo.)DE | AT60 (1 Wo.)AT | CH25 (2 Wo.)CH | Erstveröffentlichung: 20. Juli 2012      |
| 2014           | Relax Edition Eight   | DE21 (1 Wo.)DE | AT64 (1 Wo.)AT | CH8 a (1 Wo.)CH | Erstveröffentlichung: 29. August 2014    |
| 2015           | Relax Edition Nine    | DE21 (3 Wo.)DE | — | CH30 (1 Wo.)CH | Erstveröffentlichung: 17. Juli 2015      |
| 2017           | Relax Edition 10      | DE25 (2 Wo.)DE | AT72 (1 Wo.)AT | CH55 (1 Wo.)CH | Erstveröffentlichung: 7. Juli 2017       |
| 2018           | Relax Edition 11      | DE16 (2 Wo.)DE | AT58 (1 Wo.)AT | CH32 (1 Wo.)CH | Erstveröffentlichung: 3. August 2018     |
| 2020           | Relax Edition 12      | DE38 (1 Wo.)DE | — | CH58 (1 Wo.)CH | Erstveröffentlichung: 26. Juni 2020      |
| 2021           | Relax Edition 13      | DE24 (1 Wo.)DE | — | CH29 (1 Wo.)CH | Erstveröffentlichung: 6. August 2021     |
| 2022           | Relax Edition 14      | DE68 (1 Wo.)DE | — | CH95 (1 Wo.)CH | Erstveröffentlichung: 23. September 2022 |
| 2024           | Relax Edition 15      | DE65 (1 Wo.)DE | — | — | Erstveröffentlichung: 12. Juli 2024      |

## Auszeichnungen
- 1 Live Krone
  - 2001: in der Kategorie „Bester DJ“

- Dance Music Award
  - 2000: in der Kategorie „Bester nationaler Single Act aus den DDC“
  - 2001: in der Kategorie „Erfolgreichster nationaler Single Act“